# Óscar Hernández Monsalve
Óscar Hernández Monsalve (Medellín, Colombia, 3 de noviembre de 1925 - Ibidem, 4 de septiembre de 2017) fue un periodista, poeta, narrador y ensayista colombiano.

## Biografía
Estudió en las universidades de Antioquia y Pontificia Bolivariana. Hizo parte del grupo de intelectuales más importante de su momento en la entonces llamada "Bella Villa" (Medellín), junto a figuras como León de Greiff, Tartarín Moreira, León Zafir, Belisario Betancur, Fernando González , Manuel Mejía Vallejo y Alberto Aguirre entre otros. Ha sido periodista desde los 15 años, fue libretista de radio y autor de canciones populares así como actor de cine, boxeador y futbolista en sus años juveniles. Dirigió la Imprenta Departamental y ha sido objeto de importantes distinciones por su labor periodística y literaria en la que se destaca la ironía, el humor negro, la sátira social y también, una íntima preocupación metafísica y existencial.

## Obras
- Los poemas del hombre (1950)
- Mientras los leños arden (Cuentos, 1955)
- El día domingo (Prosas, 1962)
- Las contadas palabras (1958)
- Habitantes del aire (1964)
- Al final de la calle (Segundo premio de novela Esso, 1965)
- Versos para una viajera (1966)
- Poemas de la casa (1966)
- Las contadas palabras y otros poemas (1986 y 2007)
- Cristina se baja del columpio (Novela) 2009.
- Después del viento (2001)
- Las contadas palabras y otros poemas (Libro recobrado - Universidad Nacional, 2007)
- Un hombre entre dos siglos. Antología Poesía 1950-2011 (2011)